# Massaoua (district)
Pour les articles homonymes, voir Massaua.
Massaoua, ou Massawa, est un district de la région Semien-Keih-Bahri de l'Érythrée. La principale ville et capitale de ce district est Massaoua. 